# Athetis hongkongensis
Athetis hongkongensis là một loài bướm đêm trong họ Noctuidae.